# 君の涙 ドナウに流れ ハンガリー1956
『君の涙 ドナウに流れ ハンガリー1956』（原題：Szabadság, szerelem / Children of Glory）は、2006年制作のハンガリー映画。
1956年、共産主義政権下のハンガリーで起きたハンガリー動乱と同年オーストラリアのメルボルンで行われたメルボルンオリンピックの水球の試合で起こったメルボルンの流血戦をモチーフに、ハンガリー水球チームのエース選手と自由化運動に身を投じる女性の姿を描く。ハンガリー語の原題の意味は「自由、愛」。

## あらすじ
1956年、ソ連のモスクワでソ連対ハンガリーの水球の試合が行われていたが、ハンガリーのエース選手カルチは審判の露骨なソ連びいきの判定に怒り、審判にボールを投げつけ、さらにロッカーにまで来て嫌がらせをしたソ連選手を殴ってしまう。ハンガリーに帰国したカルチは秘密警察から警告を受けるが、オリンピック出場にしか関心のないカルチは気にも留めなかった。その頃、ハンガリーでは独裁的な共産主義政権に対する市民の不満が募り、学生を中心に自由を求める声が日増しに高まっていたが、カルチはそれにも関心を示さなかった。
ある日、カルチは大学でハンガリーの自由化を進める学生連盟の活動家の美しい女学生ヴィキに一目惚れする。数日後、カルチは街で学生デモを指導するヴィキを見かけ、彼女の後を追う。いつの間にかデモに巻き込まれたカルチは軍隊による殺戮を目の当たりにして、ヴィキと共に戦いに身を投じることを決意する。だが、ヴィキはカルチにオリンピック出場の夢を叶えてほしいと懇願する。
そして、オリンピック出場のためオーストラリアのメルボルンへと旅立つカルチだったが、メルボルンに到着してまもなく、ソ連軍がハンガリーに軍事介入したというニュースを聞き動揺する。それはカルチだけでなく、他の選手や監督も同じであった。監督は「祖国の皆に金メダルを贈るんだ」とチームを鼓舞し、チームは順当に勝ち進んで行く。
一方、ヴィキは秘密警察に捕らえられ、過酷な尋問を受けていたが、彼女は決して口を割ろうとしなかった。その頃、ハンガリーチームは準決勝で因縁のソ連チームと対戦していたが、その試合中にカルチの身に事件が起こる。

## キャスト
- カルチ：イヴァーン・フェニェー[4]
- ヴィキ：カタ・ドボー
- ティビ：シャーンドル・チャーニ
- 水球チーム監督：カーロイ・ゲステシ
- カルチの母：イルディコー・バンシャーギ
- カルチの祖父：タマーシュ・ヨルダーン
- エステル：ヴィクトーリア・サーヴァイ
- フェリおじさん：ペーテル・ホウマン
- ヤンチ：ツェルト・フサール
- イミ：タマーシュ・ケレステシュ
- ヨージ：ダーニエル・ガーボリ